# G 196-3
G 196-3 (NLTT 23293 / GSC 03440-00013) es una estrella de magnitud aparente +11,77 situada en la constelación de la Osa Mayor.
Aunque inicialmente se estimó que se encontraba a 68 años luz, hoy se piensa que su distancia respecto al sistema solar es de 49 ± 9 años luz.
En 1998 se descubrió un objeto de masa subestelar —una enana marrón— en órbita alrededor de esta estrella.
G 196-3 es una enana roja de tipo espectral M3Ve con una temperatura efectiva de 3400 ± 100 K.
Se estima que su masa es igual al 25% de la masa solar, siendo una estrella de características similares a Gliese 628 o AD Leonis, si bien está considerablemente más lejos.
De baja luminosidad, ésta puede equivaler al 3% de la luminosidad solar.
Es una estrella muy joven cuya edad se estima entre 20 y 300 millones de años, siendo activa en rayos X.

## Compañera subestelar
G 196-3 B, detectada en 1998 al obtenerse de ella una imagen directa, se encuentra visualmente a unos 16 segundos de arco de la estrella principal.
Es una enana marrón de tipo L2 peculiar, una de las dos enanas de este tipo conocidas en el momento de su descubrimiento.
Se piensa que es una enana de tipo L de baja gravedad, resultado de su corta edad.
Su masa se estima 25 veces mayor que la masa de Júpiter y se encuentra separada 300 UA de G 196-3.
Otros ejemplos de sistemas binarios constituidos por una enana roja y una enana marrón son Gliese 229 y Wolf 940.